# Пиявки
Пия́вки (лат. Hirudinea) — подкласс кольчатых червей из класса поясковых (Clitellata). Большинство представителей обитают в пресных водоёмах. Некоторые виды освоили наземные и морские биотопы. Известно около 500 видов пиявок, в России встречаются 62 вида.

## Этимология
Русское слово «пиявка» восходит к праслав. *pьjavka (ср. чеш. pijavka, пол. pijawka), образованному от глагола *pьjati, глагола многократного вида от *piti «пить». При этом в русском ожидалась бы форма *пьявка (ср. укр. п'я́вка), и букву и в данном случае объясняют вторичным сближением с глаголом «пить» по народной этимологии.
В латинском hirūdō обнаруживают тот же суффикс, что и в testūdō «черепаха», однако этимологизация корня вызывает сложности. В качестве возможных родственников называют hīra «тонкая кишка» и haruspex «гаруспик».

## Строение

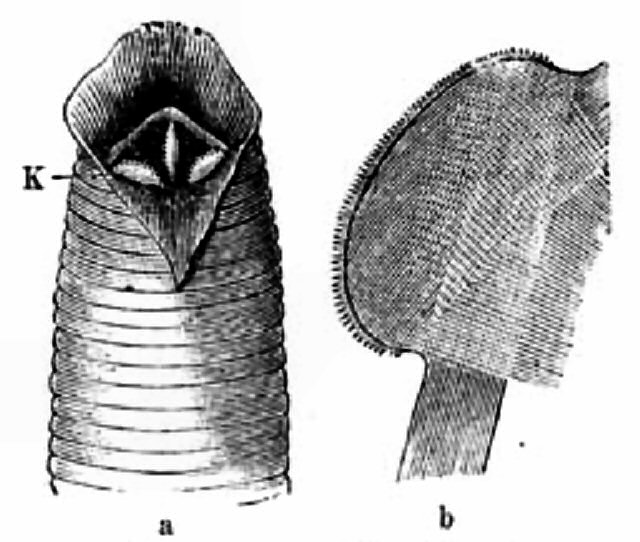

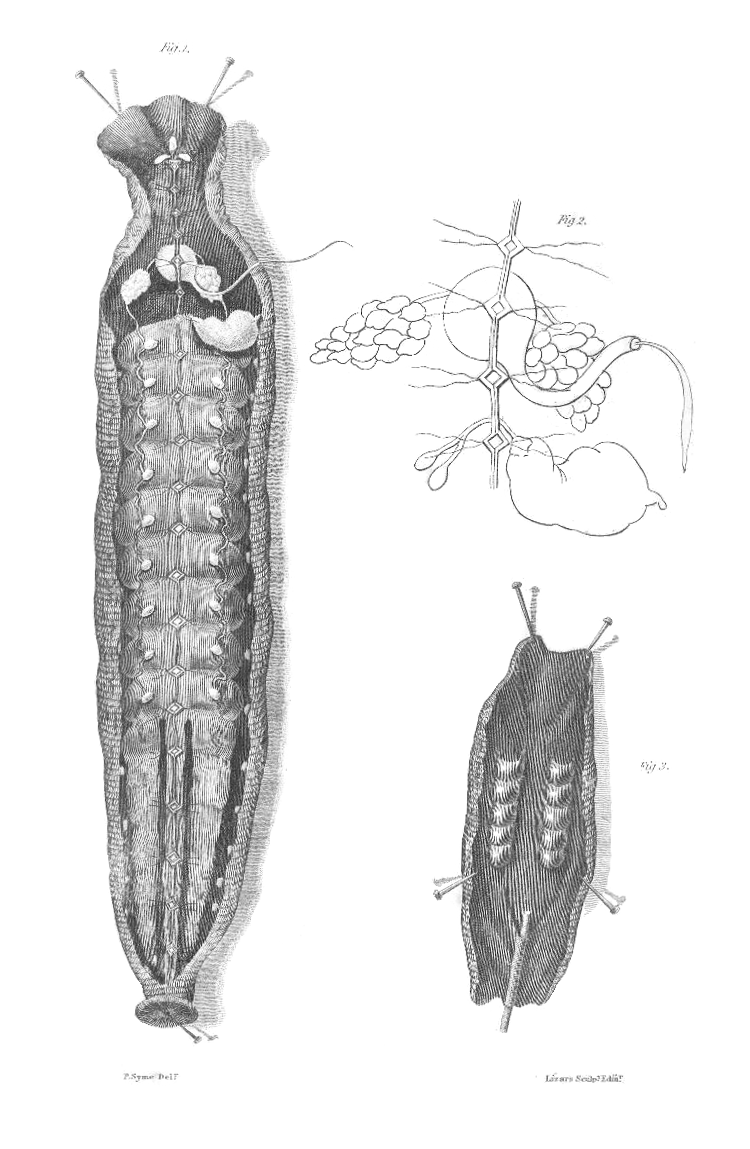

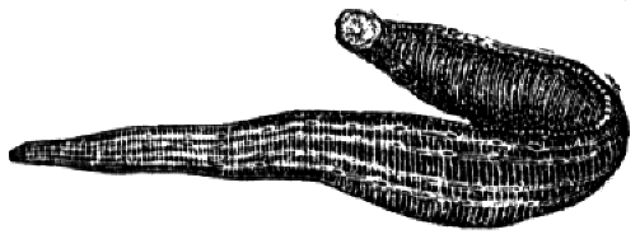

Длина тела у разных представителей варьирует от нескольких миллиметров до десятков сантиметров. Самый крупнейший представитель — Haementeria ghilianii (до 45 см).
Передний и задний концы тела пиявок несут присоски. Передняя образована срастанием 4—6 сегментов, задняя — 7, и поэтому она более мощная, анальное отверстие находится над задней присоской. В полости тела преобладает паренхима. В ней образуются канальцы — остатки целома (вторичной полости тела) — лакуны. Кровеносная система в основном редуцирована, её роль выполняет лакунарная система целомических канальцев. Кожа образует кутикулу, лишена параподий и вообще щетинок. Нервная система похожа на нервную систему малощетинковых червей. На дне передней присоски располагается ротовое отверстие, ведущее в глотку. У хоботных пиявок (отряд Rhynchobdellida) глотка способна выдвигаться наружу. У челюстных пиявок (например, медицинской пиявки) ротовая полость вооружена тремя подвижными хитиновыми челюстями, служащими для прорезания кожи. В основном у пиявок до 400 зубов. Дыхание у большинства видов происходит через покровы тела, но у некоторых видов есть жабры.
Органами выделения служат метанефридии.

## Питание
Пиявки питаются кровью позвоночных, моллюсков, червей и т. д., встречаются также виды-хищники, питающиеся не кровью, а заглатывающие добычу целиком (например, личинку комара, дождевого червя).
Существуют виды пиявок, поедающие растительную пищу.

## Движение
Интересен способ передвижения пиявок: на обоих концах тела пиявки имеются присоски, которыми она может прикрепляться к подводным предметам. Пиявка присасывается к ним передним концом и, сгибаясь в дугу, перемещается.
Пиявки могут плавать, волнообразно изгибая тело.

## Размножение и жизненный цикл
Пиявки — гермафродиты. В копуляции участвуют две особи, выделяющие семенной материал. Перед откладыванием яиц специализированная часть покровов червя — поясок — отделяет слизистый кокон, содержащий белок альбумин. В ходе сбрасывания с тела червя в кокон из женского полового отверстия поступают оплодотворённые яйцеклетки. В дальнейшем слизистая трубка замыкается и образует оболочку, защищающую эмбрионы и впоследствии молодых червей. Альбумин выступает в качестве источника пищи.

## Гирудотерапия
Гирудотерапия — лечение пиявками. Присосавшаяся пиявка вызывает местное капиллярное кровотечение, которое может ликвидировать венозный застой, усилить кровоснабжение участка тела, кроме этого, в кровь попадают вещества, оказывающие обезболивающий и противовоспалительный эффект. В результате улучшается микроциркуляция крови, уменьшается вероятность тромбозов, спадают отёки. Предполагается рефлексогенное воздействие.
В медицинской практике пиявку после использования снимают, прикладывая спиртовой тампон к её головному концу. Отделаться от нежелательной пиявки достаточно просто — нужно насыпать на присоску немного соли.
Пиявки, нападая на человека, вызывают гирудиноз. Как правило, пиявки покидают свою жертву в момент насыщения, что может занять от 40 минут до нескольких часов.

## Биология организма
Тело удлинённое или овальное, более или менее сплющенное в спинно-брюшном направлении, ясно разделённое на мелкие кольца, которые в числе 3—5 соответствуют одному сегменту тела; в коже многочисленные железы, выделяющие слизь; на заднем конце тела обыкновенно большая присоска, нередко и на переднем конце имеется хорошо развитая присоска, в центре которой помещается рот; чаще же для присасывания служит рот. На переднем конце тела 1—5 пар глаз, расположенных дугой или попарно друг за другом. Порошица на спинной стороне над задней присоской.
Нервная система состоит из двухлопастного надглоточного ганглия, или головного мозга, соединённого с ним короткими комиссурами подглоточного узла (происшедшего из нескольких слившихся узлов брюшной цепочки) и самой брюшной цепочки, помещающейся в брюшном кровеносном синусе и имеющей около 32 узлов. Головной узел иннервирует органы чувств и глотку, а от каждого узла брюшной цепочки отходят 2 пары нервов, иннервирующие соответствующие им сегменты тела; нижняя стенка кишечника снабжена особым продольным нервом, дающим ветви к слепым мешкам кишечника.
Органы пищеварения начинаются служащим для прорезания кожи при сосании крови у животных ртом, или вооружённым тремя хитиновыми зубчатыми пластинками (челюстные пиявки — Gnathobdellidae), или способным выпячиваться хоботком (у хоботных пиявок — Rhynchobdellidae); в полости рта открываются многочисленные слюнные железы, иногда выделяющие ядовитый секрет; за глоткой, играющей при сосании роль насоса, следует обширный сильно растяжимый желудок, снабжённый боковыми мешками (до 11 пар), из которых задние самые длинные; задняя кишка тонка и коротка. 
Кровеносная система состоит частью из настоящих, пульсирующих, сосудов, частью из полостей — синусов, представляющих собой остаток вторичной полости тела и соединённых между собою кольцевыми каналами; кровь у хоботных пиявок бесцветная, у челюстных — красная вследствие растворённого в лимфе гемоглобина. 
Особые органы дыхания имеются только у представителей рода Branchellion, в форме листовидных придатков по бокам тела. 
Выделительные органы устроены по типу метанефридий, или сегментальных органов кольчатых червей, и у большинства пиявок их имеется по паре в каждом из средних сегментов тела. 
Пиявки — гермафродиты: мужские половые органы состоят у большинства из пузырьков (семенников), по паре в 6—12 средних сегментах тела, соединённых на каждой стороне тела общим выводным протоком; эти протоки открываются наружу одним отверстием, лежащим на брюшной стороне одного из передних колец тела; женское половое отверстие лежит на один сегмент позади мужского и ведёт в два отдельных яйцевода с мешковидными яичниками. Копулируют две особи, каждая одновременно играя роль самки и самца. Пиявка во время кладки яиц выделяет железами, лежащими в области половых органов, густую слизь, окружающую в виде чехла среднюю часть тела; в этот чехол откладываются яйца, после чего пиявка выползает из него, причём края его отверстий сближаются, склеиваются и образуют таким образом капсулу с яйцами внутри, прикреплённую обыкновенно к нижней поверхности листа водоросли; зародыши, покидая лицевую оболочку, иногда (Clepsine) некоторое время держатся на нижней стороне тела матери.
Все пиявки ведут хищный образ жизни, питаясь кровью большей частью теплокровных животных или моллюсков, червей и т. п.
Живут преимущественно в пресных водах или во влажной траве, но есть и морские формы (Pontobdella), точно так же, как и наземные формы (в Цейлоне). 
Hirudo medicinalis — медицинская пиявка, до 10 см в длину и 2 см в ширину, чёрно-бурая, чёрно-зелёная, с продольным узорчатым красноватым рисунком на спине; брюхо светло-серое, с 5 парами глаз на 3, 5 и 8 кольцах и сильными челюстями; распространена в болотах южной части Европы, юга России и Кавказа. 
В Мексике в медицине употребляется Haementaria officinalis; другой вид, Н. mexicana — ядовит; в тропической Азии распространена живущая во влажных лесах и в траве Hirudo ceylonica и другие родственные виды, причиняющие болезненные кровоточащие укусы человеку и животным.
Nephelis vulgaris — небольшая пиявка с тонким узким телом, серого цвета, иногда с бурым рисунком на спине; снабжена 8 глазами, расположенными дугой на головном конце тела; родственна ей оригинальная Archaeobdella Esmonti, розового цвета, без задней присоски; живёт на иловом дне в Каспийском и Азовском морях. 
Clepsine tessel ata — татарская пиявка, с широкоовальным телом, зеленовато-бурого цвета, с несколькими рядами бородавок на спине и 6 парами треугольных глаз, расположенных одна за другой; живёт на Кавказе и в Крыму, где употребляется татарами для лечебных целей.
Переходное место к отряду щетинконогих (Chaetopoda Oligochaeta) червей занимает Acanthobdella peledina, встречающаяся в Онежском озере.

## История медицинского применения
Медицинская пиявка (Hirudo medicinalis) водится на севере России, так в особенности на юге, на Кавказе и Закавказье, в Поти, Ленкорани. Пиявки составляли в XIX веке выгодный предмет вывоза: за ними приезжали на Кавказ греки, турки, итальянцы и др. Сверх того производилось искусственное размножение пиявок в особых бассейнах или парках по системе Сале в Москве, Петербурге, Пятигорске и Нижнем Тагиле. На основании действующих законов лов пиявок во время размножения их — в мае, июне и июле — воспрещается; при ловле должны быть избираемы одни лишь годные ко врачебному употреблению, то есть не менее 1 1/2 вершков длины; пиявки мелкие, как равно слишком толстые, должны быть при ловле бросаемы обратно в воду. Для надзора за соблюдением этих правил на губернские врачебные управления возложена обязанность свидетельствовать запасы пиявок у цирюльников и других промышляющих ими торговцев. С тех пор, как традиционная медицина «изгнала» пиявок из употребления, пиявочный промысел упал окончательно.